# Trichophthalma andina
Trichophthalma andina är en tvåvingeart som först beskrevs av Philippi 1865.  Trichophthalma andina ingår i släktet Trichophthalma och familjen Nemestrinidae. Inga underarter finns listade i Catalogue of Life.